# Casa de Wessex
A Casa de Wessex, também conhecida como Casa de Cerdico, refere-se a uma família que inicialmente governou o Reino de Wessex e depois o unificado Reino da Inglaterra de 519 até a conquista normanda em 1066.
A casa passou a governar toda a Inglaterra de Etelstano de 927 até Edmundo II em 1016. Esse período na monarquia inglesa é conhecido como período saxão, apesar de seus reinados serem frequentemente contestado, principalmente pelos danelaw e depois pelo rei dinamarquês Sueno I, que tomou o trono entre 1013 e 1014 durante o reinado de Etelredo. Sueno e seus sucessores reinado até 1042. Depois de Hardacanuto, houve uma breve restauração saxã até 1066 sob Eduardo, o Confessor e Haroldo II, que pertencia a Casa de Goduíno. Depois da Batalha de Hastings, Guilherme II da Normandia conquistou o trono inglês. As tentativas anglo-saxãs de reconquistar o reino ficaram com Edgar de Wessex, neto de Edmundo II, porém não foram bem sucedidos. A sobrinha de Edgar, Edite da Escócia, mais tarde se casou com o rei Henrique I e uniu a Casa de Wessex com a Casa da Normandia.